# Lithuanian International 2014
Die Lithuanian International 2014 im Badminton fanden vom 5. bis zum 8. Juni 2014 in Vilnius statt.

## Die Sieger und Platzierten
| Disziplin    | Gold                                   | Silber                          | Bronze                            |
| ------------ | -------------------------------------- | ------------------------------- | --------------------------------- |
| Herreneinzel | Kasper Lehikoinen                      | Mateusz Dubowski                | Henri Aarnio                      |
| Herreneinzel | Kasper Lehikoinen                      | Mateusz Dubowski                | Maciej Poulakowski                |
| Dameneinzel  | Anna Narel                             | Alesia Zaitsava                 | Kristin Kuuba                     |
| Dameneinzel  | Anna Narel                             | Alesia Zaitsava                 | Alexandra Mathis                  |
| Herrendoppel | Denis Grachev Artem Karpov             | Stanislav Pukhov Sergey Sirant  | Miłosz Bochat Paweł Pietryja      |
| Herrendoppel | Denis Grachev Artem Karpov             | Stanislav Pukhov Sergey Sirant  | Mateusz Dubowski Jacek Kołumbajew |
| Damendoppel  | Anastasia Dobrinina Viktoriia Vorobeva | Kristin Kuuba Helina Rüütel     | Caroline Black Sinead Chambers    |
| Damendoppel  | Anastasia Dobrinina Viktoriia Vorobeva | Kristin Kuuba Helina Rüütel     | Magdalena Witek Aneta Wojtkowska  |
| Mixed        | Paweł Pietryja Aneta Wojtkowska        | Ciaran Chambers Sinead Chambers | Miłosz Bochat Magdalena Witek     |
| Mixed        | Paweł Pietryja Aneta Wojtkowska        | Ciaran Chambers Sinead Chambers | Arseniy Fistin Viktoriia Vorobeva |